# Kullaa
Kullaa este o fostă comună din Finlanda.